# Liste der Bodendenkmale in Meinersen
In der Liste der Bodendenkmale in Meinersen sind alle Bodendenkmale der niedersächsischen Gemeinde Meinersen aufgelistet. Die Quelle ist der Denkmalatlas Niedersachsen. 
Der Stand der Liste ist der 22. November 2024.
Allgemein

Meinersen im Landkreis Gifhorn

In den Spalten finden sich folgende Informationen des Bodendenkmales:
Lagegeographische Koordinaten
BezeichnungBezeichnung lt. Denkmalatlas
BeschreibungBeschreibung lt. Denkmalatlas
IDObjekt-ID
BildBild, ggf. zusätzlich mit Link zu weiteren Fotos im Medienarchiv Wikimedia Commons.

## Seershausen
| Lage                        | Bezeichnung              | Beschreibung                                       | ID       | Bild |
| --------------------------- | ------------------------ | -------------------------------------------------- | -------- | ---- |
| 52° 26′ 48″ N, 10° 20′ 7″ O | Seershausen 1, Grabhügel | Oval, N-S-orientiert, ca. 20 × 12 m; H. ca. 1,5 m. | 28941732 | BW   |

### Seershausen 2
- ID:28941731
- 12 Grabhügel, Dm. 7–17 m; H. 0,3–1,0 m. Aus Raubgrabungen der 1960er Jahre stammt Fundmaterial der älteren vorrömischen Eisenzeit (5. Jh. v. Chr.).

| Lage                         | Bezeichnung    | Beschreibung                                              | ID       | Bild |
| ---------------------------- | -------------- | --------------------------------------------------------- | -------- | ---- |
| 52° 26′ 41″ N, 10° 20′ 24″ O | Seershausen 2  | Durchmesser ca. 12 m und Höhe ca. 1 m, annähernd rund.    | 28941733 | BW   |
| 52° 26′ 38″ N, 10° 20′ 29″ O | Seershausen 3  | Oval, ca. O-W-orientiert, 8 × 5 m; H. 0,5 m.              | 28941734 | BW   |
| 52° 26′ 37″ N, 10° 20′ 27″ O | Seershausen 4  | Durchmesser ca. 10 m und Höhe ca. 0,4 m, annähernd rund.  | 28941735 | BW   |
| 52° 26′ 37″ N, 10° 20′ 28″ O | Seershausen 5  | Durchmesser ca. 8 m und Höhe ca. 0,3 m, annähernd rund.   | 28941736 | BW   |
| 52° 26′ 36″ N, 10° 20′ 30″ O | Seershausen 6  | Durchmesser ca. 13 m und Höhe ca. 0,6 m, annähernd rund.  | 28941737 | BW   |
| 52° 26′ 34″ N, 10° 20′ 31″ O | Seershausen 7  | Durchmesser ca. 17 m und Höhe ca. 1 m, annähernd rund.    | 28941738 | BW   |
| 52° 26′ 34″ N, 10° 20′ 30″ O | Seershausen 8  | Durchmesser ca. 12 m und Höhe ca. 0,7 m, annähernd rund.  | 28941739 | BW   |
| 52° 26′ 33″ N, 10° 20′ 30″ O | Seershausen 9  | Durchmesser ca. 9 m und Höhe ca. 0,4 m, annähernd rund.   | 28941740 | BW   |
| 52° 26′ 32″ N, 10° 20′ 35″ O | Seershausen 10 | Durchmesser ca. 13 m und Höhe ca. 0,75 m, annähernd rund. | 28941741 | BW   |
| 52° 26′ 35″ N, 10° 20′ 27″ O | Seershausen 11 | Durchmesser ca. 15 m und Höhe ca. 0,3 m, annähernd rund.  | 28941836 | BW   |
| 52° 26′ 36″ N, 10° 20′ 26″ O | Seershausen 12 | Durchmesser ca. 12 m und Höhe ca. 0,4 m, annähernd rund.  | 28941837 | BW   |
| 52° 26′ 32″ N, 10° 20′ 30″ O | Seershausen 13 | Durchmesser ca. 7 m und Höhe ca. 0,3 m, annähernd rund.   | 28941838 | BW   |